# David Blacha
David Blacha (ur. 22 października 1990 w Wickede) – były polski piłkarz, występujący na pozycji pomocnika. Od 2023 roku zakończył piłkarską karierę. Posiada również obywatelstwo niemieckie.

## Życiorys
Występował w juniorach FC 09 Fröndenberg, natomiast w latach 2007–2009 był zawodnikiem juniorów Borussii Dortmund, zdobywając wówczas osiem goli w 34 meczach. Seniorską karierę rozpoczął w 2009 roku w Rot Weiss Ahlen, występującego wówczas w 2. Bundeslidze. Po sezonie jego klub spadł do 3. Ligi, a Blacha wówczas został podstawowym zawodnikiem drużyny. W 2011 roku piłkarz przeszedł do SV Sandhausen, w sezonie 2011/2012 awansując z klubem do 2. Bundesligi. Z uwagi na brak miejsca w podstawowym składzie w SV Sandhausen, w 2013 roku Blacha przeszedł do Hansy Rostock. W styczniu 2015 roku za sto tysięcy euro został zakupiony przez SV Wehen Wiesbaden. W klubie tym występował do 2018 roku, rozgrywając w tym okresie 110 ligowych meczów. Następnie przeszedł do VfL Osnabrück, z którym w 2019 roku awansował do 2. Bundesligi. W 2021 roku został zawodnikiem SV Meppen w którym to dwa lata później zakończył karierę. W 2023 roku podjął pracę jako skaut w SV Elversberg. W 2024 roku rozpoczął pracę na stanowisku dyrektora działu licencyjnego w tym samym klubie.

## Statystyki ligowe
| Sezon         | Klub               | Liga          | Mecze | Gole |
| ------------- | ------------------ | ------------- | ----- | ---- |
| 2009/2010     | Rot Weiss Ahlen    | 2. Bundesliga | 9     | 0    |
| 2010/2011     | Rot Weiss Ahlen    | 3. Liga       | 29    | 0    |
| 2011/2012     | SV Sandhausen      | 3. Liga       | 25    | 0    |
| 2012/2013     | SV Sandhausen      | 2. Bundesliga | 10    | 0    |
| 2013/2014     | Hansa Rostock      | 3. Liga       | 35    | 10   |
| 2014/2015 (j) | Hansa Rostock      | 3. Liga       | 21    | 2    |
| 2014/2015 (w) | SV Wehen Wiesbaden | 3. Liga       | 17    | 4    |
| 2015/2016     | SV Wehen Wiesbaden | 3. Liga       | 37    | 1    |
| 2016/2017     | SV Wehen Wiesbaden | 3. Liga       | 29    | 5    |
| 2017/2018     | SV Wehen Wiesbaden | 3. Liga       | 27    | 3    |
| 2018/2019     | VfL Osnabrück      | 3. Liga       | 37    | 2    |
| 2019/2020     | VfL Osnabrück      | 2. Bundesliga | 32    | 3    |